# 立花裕人
立花 裕人（たちばな ひろと、1961年6月20日 - ）はキャスター、司会者、作詞・訳詞家、音楽・イベントプロデューサー。
本名は万代 裕人（まんだい ひろと）で、2023年8月から「万代ヒロト」の名前をメインに活動している。

## 来歴・人物
東京都杉並区出身。早稲田大学高等学院、早稲田大学法学部卒業。
大学卒業後、東レに入社し2年間勤務した後、フジテレビのリポーター、『CNNデイブレイク』『ザ・CNN』（テレビ朝日）キャスターを経て、1995年より『立花裕人のMORNING FREEWAY』（TOKYO FM（JFN系列））メインパーソナリティを務める。自らスタジオを飛び出し取材するなど精力的に活動した。九州・沖縄サミットや香港返還の際には現地から特別番組を放送した。
2004年に『MORNING FREEWAY』が終了してからは、『インフォシエスタ』、『ファーストクラス』（TOKYO FMのウェブ番組）のキャスターを務める。2005年からは『スーパーモーニング』（テレビ朝日系）のニュースリポーターとして久々に現場取材に復帰した。
司会者や声優としても活動。『ゴールデン・アロー賞』、『神宮外苑花火大会』、『ブロードウェイ・ミュージカルライブ』等の司会を担当したほか、映画『3人のゴースト』や『殺人サイボーグ リタリエーター』では吹き替えに挑戦している。また、島根県隠岐の島の観光大使もつとめた。
英語が堪能で、海外の俳優やミュージシャンへのインタビューも多数経験。
2010年7月からは、KDDI・テレビ朝日・朝日新聞社が共同運営するauのニュースサイト「EZニュースEX」において、「立花裕人のKoreanエンタメ」を担当。来日する韓国アーティストに取材・インタビュー。その後はブルーノート、ビルボードライブに来日する欧米のミュージシャンにもインタビューを行っている。
沖縄のバンドしゃかりに詞を提供。アルバム『歌やびら』では「ありふれた想い」の作詞しており、また「あの海へ帰ろう」は沖縄の食品会社沖縄ホーメルのCMソングに起用された。他にも2010年には、韓国のアーティストシン・ヘソンのアルバム『Find voice in song』において、「GONE TODAY」「コトバにできない」の2曲で作詞を担当。
2013年に韓国のミュージカル俳優のヤン・ジュンモに「THE GIFT」（フランク・ワイルドホーン作曲）他で日本語詞を提供した。
2018年にはフランスのミュージカル俳優、ローラン・バンのオリジナル曲「Darkness of My Heart」の英語詞を担当。（作曲はミュージカル俳優、シンガーの石井一孝）
2011年3月『スーパーモーニング』終了に伴い、2011年4月からは『サンデースクランブル』（テレビ朝日）に移ってニュース・リポーターを担当。3月に発生した東日本大震災では、発生直後に2週間に渡る取材を被災地で行い、ジャズピアニストのアキコ・グレースとともに震災復興支援音楽プロジェクト「ひまわりワルツプロジェクト」を立ち上げ、復興チャリティイベントのナビゲーター等も務めている。2012年１月には福島県郡山市の小学校での音楽集会に参加した。
2011年10月から半年間、FM世田谷で『K-POP×K-PLACE』のナビゲーターを担当。最新のK-POP情報を伝え、番組と連動したK-POPイベントをプロデュース、MCも担当。
2012年からはミュージカル・K-POP関連のイベントプロデュースに力を入れている。ライブレストランでトーク＆ライブを定期的に開催。2013年8月、ミュージカル『テン・ミリオン・マイルズ（岡田浩暉、貴城けい主演）プロデュース、翻訳、訳詞。2013年12月　『華麗なるミュージカル　クリスマスコンサート2013』（アダム・パスカル、ヤン・ジュンモ他出演）企画、プロデュース、MC。
2014年11月には韓国のミュージカル俳優３人、コ・ヨンビン、ハン・チサン、パク・ホサンのトーク＆ライブのプロデュースとMCを担当。2015年1月にはユン・ヒョンリョル、2月にはミン・ヨンギ、2月1日には「同窓会トーク＆ライブ」（出演：チョ・サンウン、柿澤勇人他)のプロデュース＆MCも務めた。
7月にはハン・チサンの2回目のイベント、10月にはキム・ボムレのイベントのプロデュースとMCを担当。
新妻聖子と坂元健児が出演した『Music Museum』では韓国のミュージカルスター、パク・ウンテのキャスティングと日本でのコーディネートを受け持った。
2016年7月から9月までは沖縄のRBCiラジオで土曜夜に『立花裕人 Happy Musical』のパーソナリティを担当し、番組発の沖縄でのミュージカルコンサートでもMCをつとめた。
2016年3月に『サンデースクランブル』（テレビ朝日）が終了し、『スーパーJチャンネル』（テレビ朝日）のニュースリポーターとして2019年5月まで出演。
2017年からはブルームードでのトーク＆ライブをFM世田谷でオンエアする企画がスタートし、原田真二、中西圭三、小野正利、増田有華他が出演した。　　
AbemaTV｢One Minute News」ではエンタメ取材を担当。
「アイラブミュージカルコンサート」のキャスティングとMCを担当。2017年9月には韓国のカン・テウルを招いた。
2018年8月からTOKYO SMARTCAST「TS ONE」でラジオの新番組がスタートし、銀座の「nu dish Mousse Deli & Café」では元宝塚スターのライブのキャスティングとMCを担当する。
TS ONEのラジオ番組は2018年10月から2019年3月まで、TOKYO FMとJFN各局で「GINZA 4 STUDIO STAR SPECIAL」としてオンエアされた。
2019年10月からは日韓のミュージカル俳優、アイドルらが出演するコンサート「レジェンド達のラプソディー」の構成、演出、ＭＣをつとめている。
2020年3月開催の毎日新聞社主催のチャリティコンサート「忘れない～天国の大切なあの人へ～」（杜けあき、北翔海莉、遠野あすか、沙央くらま、七海ひろき出演）ではプロデューサーを担当。
コロナ禍でのアーティスト支援を契機に｢グローバルエンターテインメント協会」を設立し、会長に就任。
東京小金井市に請願を行い、アーティスト支援の予算確保を実現。
2021年も毎日新聞社主催「忘れない~天国の大切なあの人へ~」(北翔海莉、桜一花、壱城あずさ、妃海風、如月蓮出演)でプロデュースを担当。
同じく毎日新聞社主催の沖縄を舞台にした朗読劇「島守の塔」ではプロデュース、演出、出演の三役を担当した。
2022年4月からラジオ番組「立花裕人のジェンヌドリーム」(日曜13:00~、ミュージックバード制作)が始まり、元宝塚歌劇団、文化人らをゲストに迎えている。元横綱・白鵬、現宮城野親方の特番も放送した。
番組発のイベントとして10月に髙汐巴、月影瞳、貴城けい、11月に瀬戸かずや、鳳真由を迎えてのトーク&ライブを開催。
また、羽田空港のLDH kitchenでは元宝塚の壮一帆、凰稀かなめ、瀬戸かずや、天寿光希、彩凪翔、天真みちるのトーク&ライブのプロデュース&MCを担当。2022年開催分はBSフジでダイジェスト映像がオンエアされ、ナレーションも担当。
2022年9月からはミュージシャンをゲストに招いての音楽トークバラエティー番組「立花裕人のTouch the HEART」がYouTubeでスタートした。
2023年1月31日、2月1日、作曲家の木下牧子氏を迎えてのトーク&ライブを主宰。声楽家、作曲家、クラシック音楽家とのイベントにも注力している。 
2023年7月からラジオ番組「E-LOUNGE MUSIC PLACE」(ミュージックバード、全国コミュニティFM約90局ネット)のパーソナリティーをつとめる。
2023年9月に来日公演を行ったアメリカのミュージカル俳優、アダム･パスカルのキャスティング&通訳&MCを担当。
著書に『わかってもらえる聞き方・話し方』（PHP文庫）がある。

## 出演番組
- 立花裕人のジェンヌドリーム 空気の王様（ミュージックバード）

### 過去
報道・情報ワイドショー番組
| 期間       | 期間      | 番組名                             | 役職                       |
| ---------- | --------- | ---------------------------------- | -------------------------- |
| 1986年4月  | 1988年3月 | おはよう!ナイスデイ（フジテレビ）  | レポーター                 |
| 1988年4月  | 1991年9月 | タイム3（フジテレビ）              | レポーター                 |
| 1991年10月 | 1993年9月 | ザ・CNN（テレビ朝日）              | メインキャスター           |
| 1992年10月 | 1993年3月 | CNNデイブレイク（テレビ朝日）      | 金曜日メインキャスター     |
| 1993年4月  | 1994年3月 | CNNデイブレイク（テレビ朝日）      | 木・金曜日メインキャスター |
| 1994年4月  | 1994年9月 | CNNデイブレイク（テレビ朝日）      | 月・火曜日メインキャスター |
| 2005年4月  | 2011年3月 | スーパーモーニング（テレビ朝日）   | レポーター                 |
| 2011年4月  | 2016年3月 | サンデースクランブル（テレビ朝日） | レポーター                 |
| 2016年4月  | 2019年5月 | スーパーJチャンネル（テレビ朝日）  | 平日レポーター             |

その他
- 立花裕人のMORNING FREEWAY（TOKYO FM）
- CNN東京プライム(CNN)
- One Minute News(ABEMA)
- GINZA 4 STUDIO STAR SPECIAL(TOKYO FM)
- K-POP×K-PLACE(エフエム世田谷)
- Feel So Good(エフエム世田谷)
- 立花裕人 Happy Musical(RBCiラジオ)